# Ana D. Caperta
Ana Cristina Delaunay Caperta. (19 de febrero de 1966 (59 años) es una botánica, taxónoma, y profesora portuguesa. Ha trabajado extensamente sobre la flora vascular de Portugal. Pertenece al personal académico del Museo, Laboratorio y Jardim Botânico Tropical de la Universidad de Lisboa.

## Carrera
En 2003, obtuvo el doctorado en Biología (Genética y Epigenética de la planta) por el Instituto Superior de Agronomía de la Universidad Técnica de Lisboa, Portugal. En 1996, su maestría en Producción Vegetal, especialización en fitomejoramiento, por la misma casa de altos estudios. En 1993, el grado en Ingeniería Agrícola, por la misma casa de altos estudios.
En 2008, fue investigadora auxiliar, del Programa de Compromiso con la Ciencia, en el Instituto Superior de Agronomía (ISA), Centro de Botánica Aplicada a la Agricultura (AARC).

## Algunas publicaciones
a.s. Róis, f. Sádio, o.s. Paulo, g. Teixeira, a.p. Paes, d. Espírito-Santo, t.f. Sharbel, ana d. Caperta. 2016. Phylogeography and modes of reproduction in diploid and tetraploid halophytes of Limonium species (Plumbaginaceae): evidence for a pattern of geographical parthenogenesis. Annals of Botany 117 (1): 37 - 39.
- ana Cortinhas, matthias Erben, ana paula Paes, dalila Espírito Santo, miguel Guara-Requena, ana d. Caperta. 2015. Taxonomic complexity in the halophyte Limonium vulgare and related taxa (Plumbaginaceae): insights from analysis of morphological, reproductive and karyological data. Annals of botany 115 (3): 369 - 383 resumen.

- ana sofia Róis, carlos m. Rodríguez López, ana Cortinhas, matthias Erben, dalila Espírito-Santo, michael j. Wilkinson, ana d. Caperta. 2013. Epigenetic rather than genetic factors may explain phenotypic divergence between coastal populations of diploid and tetraploid Limonium spp. (Plumbaginaceae) in Portugal. BMC Plant Biology 13 (1): 1 - 16.

- a.s. Róis, g. Teixeira, t.f. Sharbel, j. Fuchs, s. Martins, d. Espírito Santo, ana d. Caperta. 2012. Male fertility versus sterility, cytotype, and DNA quantitative variation in seed production in diploid and tetraploid sea lavenders (Limonium sp., Plumbaginaceae) reveal diversity in reproduction modes. Sexual Plant Reproduction 25 (4): 305 - 318. http://link.springer.com/article/10.1007%2Fs00497-012-0199-y#page-1

- m.d.e. Santo, h.n. Alves, ana d. Caperta, i. Moreira. 2012. Plantas endémicas do litoral de Portugal Continental. En Gestão e Conservação da Flora e da Vegetação de Portugal e da África Lusófona. "In Honorium" do Professor Catedrático Emérito Ilídio Rosário dos Santos Moreira. Editó Monteiro A, Gomes da Silva F, Jorge R. Lisboa: IsaPress 267 – 302.

- j.c. Costa, c. Neto, c. Aguiar, j. Capelo, d. Espírito-Santo, j. Honrado, c. Pinto-Gomes, m. Sequeira, t. Monteiro-Henriques, m. Sequeira, m. Lousã, m.c. Lopes, p. Arsénio, r. Jardim, p. Alves, j.c. Antunes, m.d. Pereira, v. Silva, s. Ribeiro, n. Gaspar, h.n. Alves, c. Meireles, r. Caraça, e.p. Pereira, m. Martins, p. Bingre, c. Vila-Viçosa, p. Mendes, r.q. Canas, r.p. Ferreira, a. Bellu, j.d. Almeida, ana d. Caperta, t. Vasconcelos, et al. 2012. Plant communities of vascular plants of Portugal (Continental, Azores and Madeira). Global Geobotany 2: 1 - 180. http://hdl.handle.net/10174/7457

- -----------, ---------, t. Monteiro-Henriques, p. Arsénio, e. Portela-Pereira, ana d. Caperta, m. Lousã, j. Izco. 2010. Syntaxonomic novelties on salt marshes from west Iberian Península. Colloques Phytosociologiques.

- h.s. Pereira, a. Barão, ana d. Caperta, j. Rocha, w. Viegas, m. Delgado. 2009. Rye Bs disclose ancestral sequences with a potential role in gametophyte chromatid segregation. Molecular Biology and Evolution, 26(8):1683-1697. doi:10.1093/molbev/msp082. http://mbe.oxfordjournals.org/content/26/8/1683.full.pdf

- s. Vandewoestijne, a.s. Róis, ana d. Caperta, m. Baguette, d. Tyteca. 2009. Effects of individual and population parameter on reproductive success in three sexually deceptive orchid species. Plant Biology 11 (3): 454 - 463. DOI 10.1111/j.1438-8677.2008.00125. http://hdl.handle.net/10400.5/2852

- ana d. Caperta, m. Rosa, m. Delgado, d. Karimi, d. Demidov, w. Viegas, a. Houben. 2008. Distribution patterns of phosphorylated Thr 3 and Thr 32 of histone H3 in mitosis and meiosis of plants. Cytogenetic & Genome Research 122: 73 - 79. DOI 10.1159/000151319

- a. Houben, d. Demidov, ana d. Caperta, r. Karimi, f. Agueci, l. Vlasenko. 2007. Phosphorylation of histone H3 in plants – a dynamic affair. Biochim Biophys Acta 1769: 308 – 315.

- m. Carchilan, m. Delgado, t. Ribeiro, p. Costa-Nunes, ana d. Caperta, l. Morais-Cecílio, r.n. Jones, w. Viegas, a. Houben. 2007. Transcriptionally active heterochromatin in rye B chromosomes. Plant Cell 19 (6): 1738 - 1749. DOI: 10.1105/tpc.106.046946. http://www.plantcell.org/content/19/6/1738.long

- a. Houben, d. Demidov, ana d. Caperta, r. Karimi, l. Vlasenko, f. Agueci. 2007. Phosphorylation of histone H3 in plants - a dynamic affair. Biochimica et Biophysica Acta 1769: 308 - 315. DOI:10.1016/j.bbaexp.2007.01.002 http://www.sciencedirect.com/science/article/pii/S0167478107000073

- ana d. Caperta, m. Delgado, f. Ressureição, a. Meister, n. Jones, w. Viegas, a. Houben. 2006. Polyploidization of rye cells induced by colchicine is concentration dependent and associated with the formation of new tubulin containing structures. Protoplasma 227: 147 - 153. DOI:10.1007/s00709-005-0137-z. http://link.springer.com/article/10.1007/s00709-005-0137-z

- n. Neves, m. Delgado, m. Silva, ana d. Caperta, l. Morais-Cecílio, w. Viegas. 2005. Ribosomal DNA heterochromatin in plants. Cytogenetic & Genome Research 109: 104 - 111. DOI:10.1159/000082388 https://www.repository.utl.pt/bitstream/10400.5/3523/1/REP-Caperta-2005%20Ribosomal%20chromatin%20in%20plants.pdf

- m. Delgado, ana d. Caperta, t. Ribeiro, w. Viegas, r.n. Jones, l. Morais-Cecílio. 2004. Different number of rye B chromosomes induce identical compaction changes in distinct A chromosome domains. Cytogenetic & Genome Research 106 (2-4): 320 - 324. DOI: 10.1159/000079306 http://hdl.handle.net/10400.5/3524

- w. Viegas, n. Neves, ana d. Caperta, m. Silva, l. Morais-Cecílio. 2002. Nucleolar Dominance: a David and Goliath chromatin imprinting process. Current Genomics 3: 563 - 576. http://hdl.handle.net/10400.5/2402

- ana d. Caperta, n. Neves, l. Morais-Cecílio, r. Malhó, w. Viegas. 2002. Genome restructuring in rye affects the expression, organization and disposition of homologous rDNA loci. J Cell Sci 115:2839 – 2846.

- La abreviatura «Caperta» se emplea para indicar a Ana D. Caperta como autoridad en la descripción y clasificación científica de los vegetales.[9]